# バルデペーニャス
バルデペーニャス（スペイン語: Valdepeñas）は、スペイン・カスティーリャ＝ラ・マンチャ州シウダー・レアル県のムニシピオ（基礎自治体）。

## 由来
スペイン語で「岩の谷』を意味する「Valle de Peñas」が語源である。この地にはハバロン川の蛇行部分が広範囲に広がり、周囲を丘が囲んでいる。そして地下層は石灰岩に富んでいる。

## 地理

### 人口
| バルデペーニャスの人口推移 1900－2010                   |
|                                                         |
| 出典:INE（スペイン国立統計局）1900年 - 1991年、1996年 - |

## 歴史

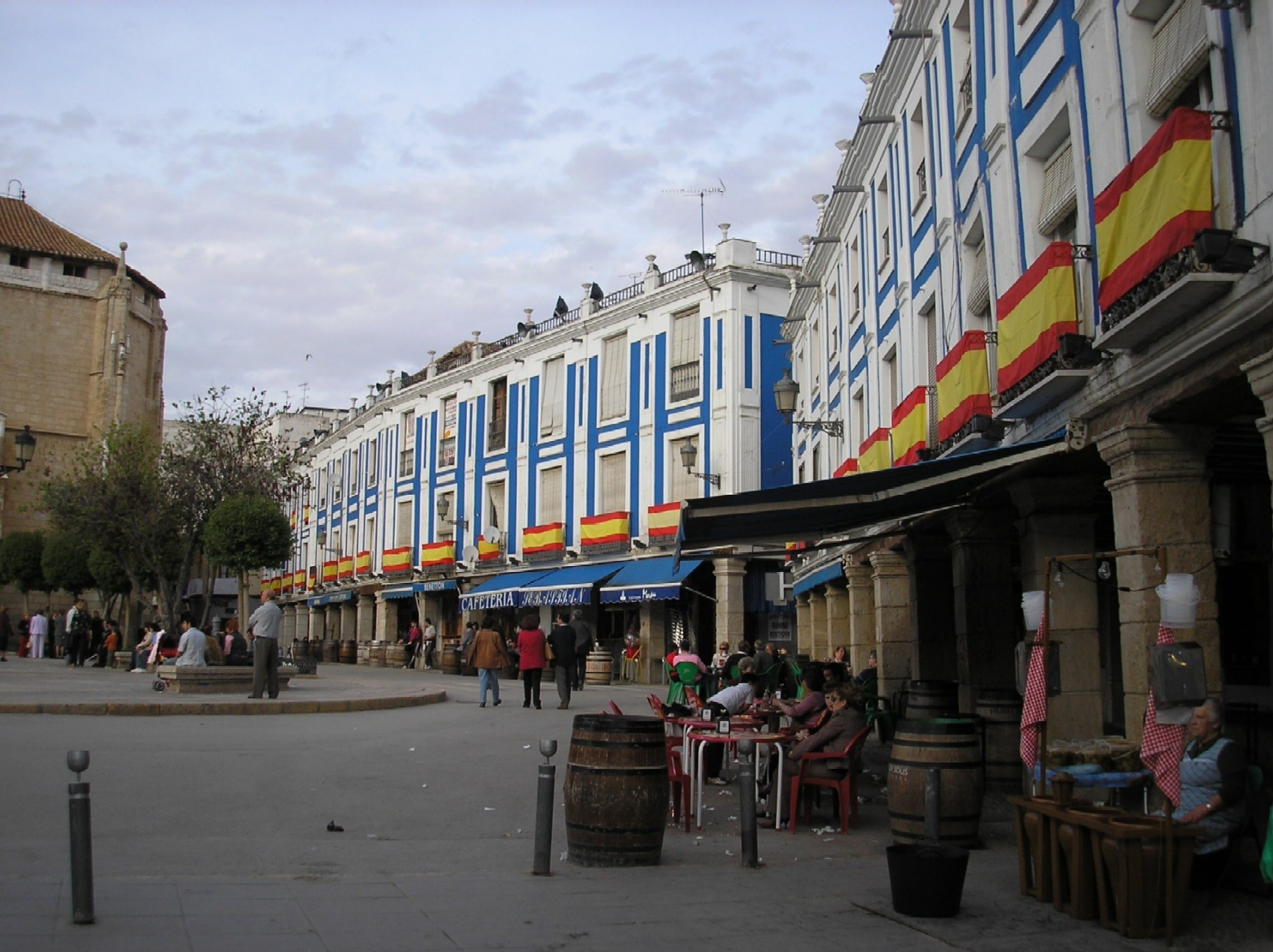
スペイン広場

イベリア人がつくった広大なオッピドゥムまたは要塞化された村、セロ・デ・ラス・カベサス遺跡がバルデペーニャスで発見されている。紀元前7世紀頃のオレタニア地方（es）の王国に属していたと考えられ、丘の上に築かれていた。
アラブ支配時代、この地はトレド王国に属しており、古い要塞設備が今も見られる。聖母被昇天教会の南側ファサードには、アラビア語で書かれた日時計や古文書が見られる。
聖母被昇天教会周辺のバルデペーニャス旧市街は、1212年のナバス・デ・トロサの戦い後、カスティーリャ女王ベレンゲラの命令でつくられた。この地の住民について触れたのは、1243年に書かれたカラトラバ騎士団の文書においてである。その後もカラトラーバ騎士団領であったバルデペーニャスには、カスティーリャ王国、レオン王国（主にガリシア）、アラゴン王国から人々が移住してきた。レコンキスタ後も、アラブ支配時代から行われてきたワイン生産が保護された。ブドウ畑とワイン生産が、その後のバルデペーニャスの繁栄の原動力となった。村は二大騎士団、カラトラバとサンティアゴ騎士団領とに分断された。現在もカンポ・デ・カラトラーバ地区、カンポ・デ・モンティエル地区として残っている。
中世にはユダヤ人共同体が町に存在し、少なくとも2箇所のシナゴーグがあった。ユダヤ人追放後はどれもキリスト教施設に変えられた。
16世紀、ロス・パードレス・トリニタリオス修道院など多くの宗教施設が建てられた。この修道院は、同じ時期に建てられたマドリードの王立エンカルナション修道院のファサードと非常によく似ている。
1575年、フェリペ2世はバルデペーニャスを、初代サンタ・クルス侯爵アルバロ・デ・バサンへ売却した。この時からバルデペーニャスは騎士団の手から離れた。侯爵は邸宅を広場近くに建てたが、現在は何の痕跡も残っていない。
スペイン独立戦争中の1808年6月6日、アンダルシアへ向けて進軍していたフランス軍は、バルデペーニャスを通過しようとした時に民衆の群れに襲撃された（バルデペーニャス暴動es）。周辺の村からも人々が集まり、中には女子供すら混じってフランス軍に襲い掛かったのである。バルデペーニャスの町は放火され一部が燃えた。フランス軍がバルデペーニャス通過に手間取ったことで、その後のバイレンの戦いでのスペイン勝利につながった。戦後、フェルナンド7世は町に『非常に英雄的な』（Muy Heroica）という称号を贈った。19世紀はその後カルリスタ戦争に巻き込まれるなど不安定な時期を過ごしたが、後半から20世紀前半にかけては鉄道の到来、電化、水道敷設が行われ人口が倍増した。1895年、バルデペーニャスは都市の地位を授けられた。
スペイン内戦と平行してこの繁栄は麻痺し、スペイン内陸部でよく見られたように、バルデペーニャスの産業（特に家族経営の農業やワイン生産）は衰退し始めた。多くのバルデペーニャス市民が他の大都市へ移住していった。
1980年代初頭から、バルデペーニャス産ワインが復活し、マドリードのバルや海外でも見られるようになった。

## 政治
自治体首長はカスティーリャ＝ラ・マンチャ社会党（Partido Socialista de Castilla-La Mancha、PSCM-PSOE）のヘスス・マルティン・ロドリゲス（Jesús Martín Rodríguez）で、自治体評議員は、カスティーリャ＝ラ・マンチャ社会党：11、カスティーリャ＝ラ・マンチャ国民党（Partido Popular de Castilla-La Mancha、PPCLM）：6、PLJ（Pueblo, Libertad y Justicia、人民、自由そして正義）：3、カスティーリャ＝ラ・マンチャ統一左翼：1となっている（2011年5月22日の自治体選挙結果、得票順）
| 1999年6月13日自治体選挙 |        |        |          |
| 政党                    | 得票数 | 得票率 | 獲得議席 |
| PP                      | 6,296  | 45.58% | 11       |
| PSOE                    | 5,954  | 43.10% | 10       |
| IU                      | 598    | 4.33%  | 0        |
| MER                     | 458    | 3.32%  | 0        |
| UDCV                    | 111    | 0.80%  | 0        |

| 2003年5月25日自治体選挙 |        |        |          |
| 政党                    | 得票数 | 得票率 | 獲得議席 |
| PSOE                    | 7,433  | 50.30% | 12       |
| PP                      | 5,702  | 38.58% | 9        |
| IU                      | 729    | 4.93%  | 0        |
| MER                     | 505    | 3.42%  | 0        |

| 2007年5月27日自治体選挙 |        |        |          |
| 政党                    | 得票数 | 得票率 | 獲得議席 |
| PSOE                    | 9,795  | 64.18% | 15       |
| PP                      | 3,261  | 21.37% | 5        |
| PLJ                     | 1,279  | 8.38%  | 1        |
| IU                      | 631    | 4.13%  | 0        |

| 2011年5月22日自治体選挙 |        |        |          |
| 政党                    | 得票数 | 得票率 | 獲得議席 |
| PSOE                    | 7,309  | 46.63% | 11       |
| PP                      | 4,447  | 28.37% | 6        |
| PLJ                     | 2,123  | 13.54% | 3        |
| IU                      | 1,170  | 7.46%  | 1        |
| DN                      | 200    | 1.28%  | 0        |

### 司法行政
バルデペーニャスはバルデペーニャス司法管轄区に属し、同管轄区の中心自治体である。

## 姉妹都市
- コニャック (コミューン)、フランス

## ギャラリー

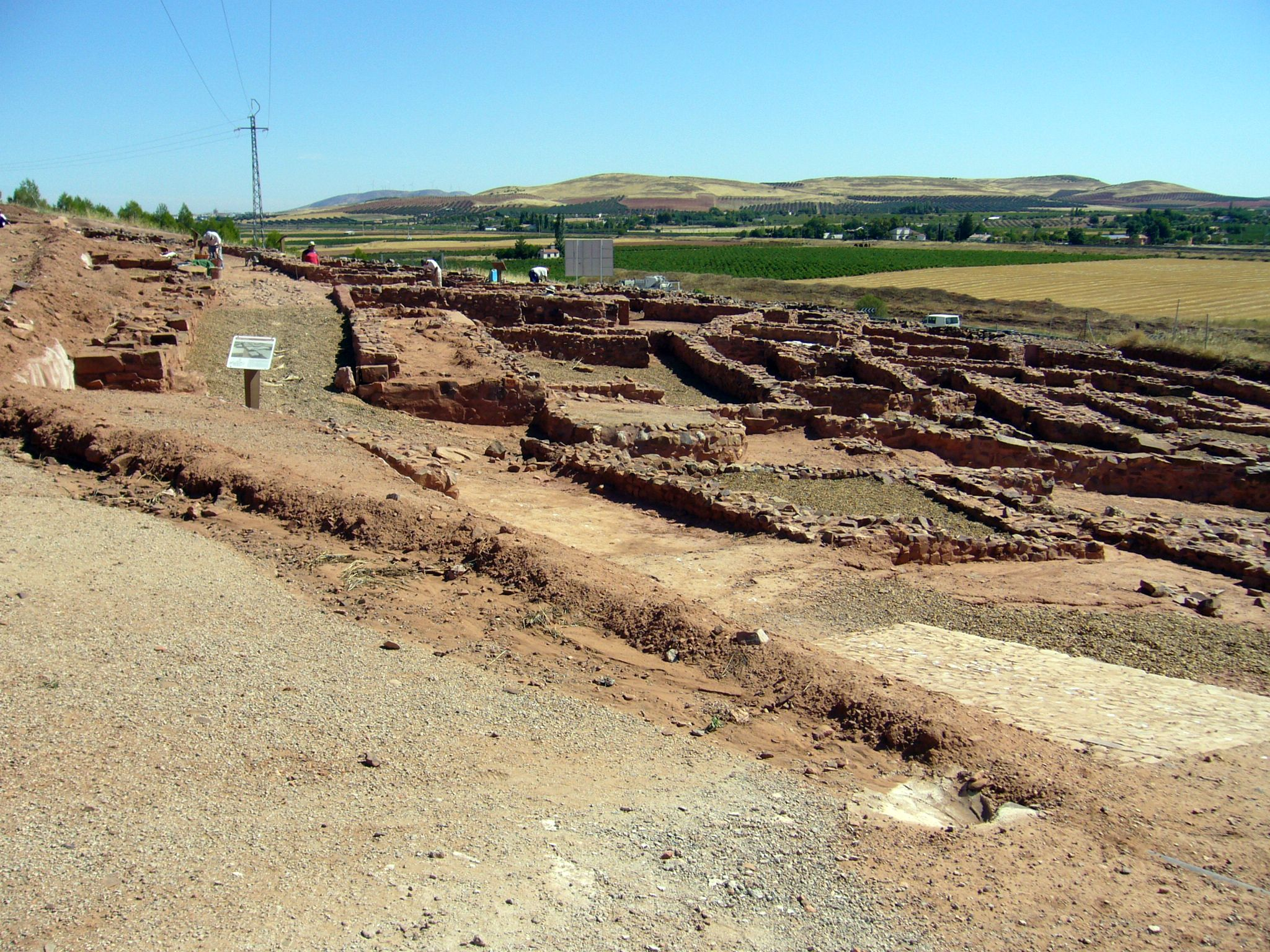
イベリア人の住居跡セロ・デ・ラス・カベサス遺跡
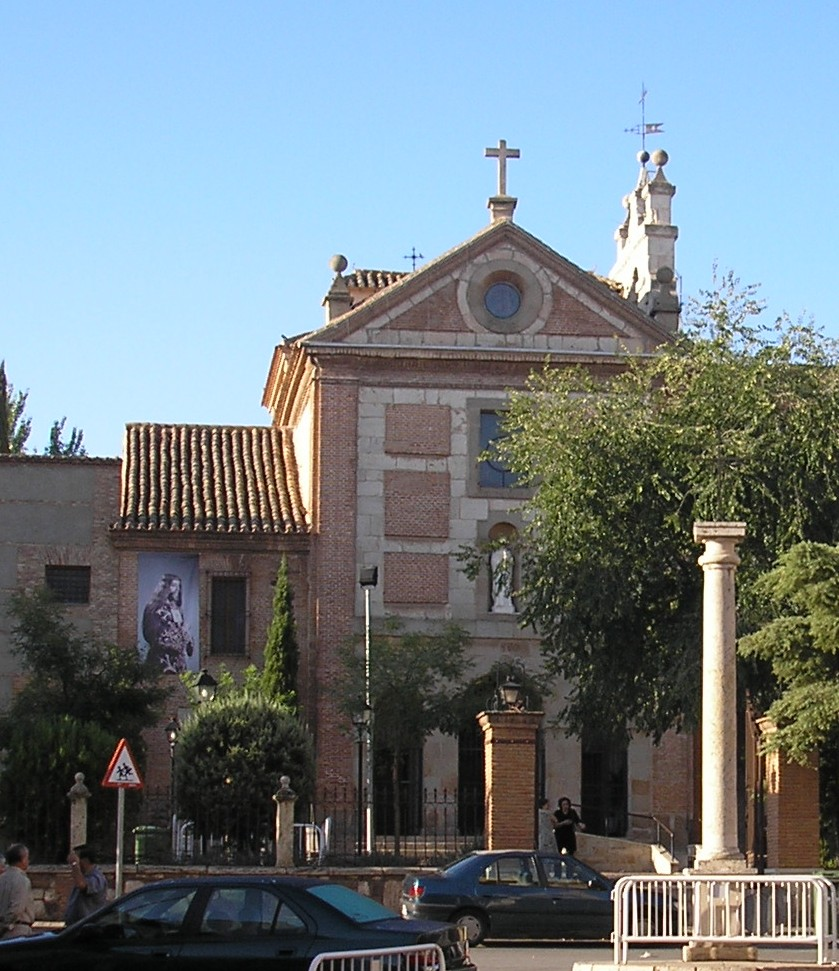
ロス・パードレス・トリニタリオス修道院
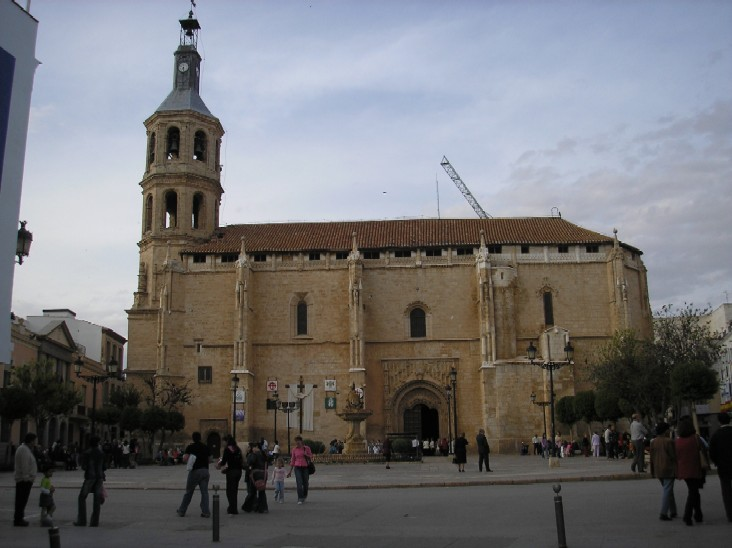
聖母被昇天教会
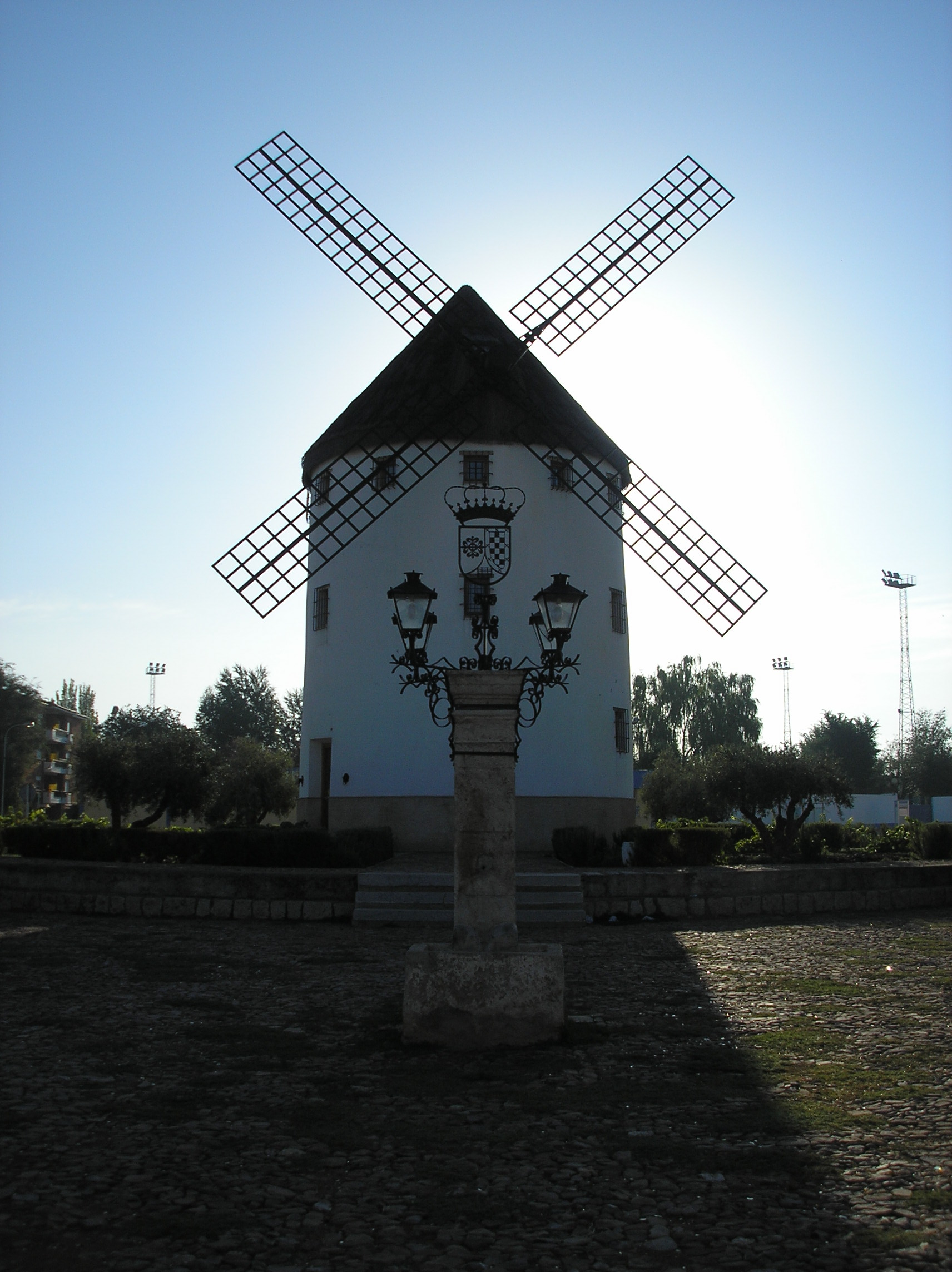
風車博物館